# Cybaeus aratrum
Cybaeus aratrum is een spinnensoort in de taxonomische indeling van de waterspinnen (Cybaeidae).
Het dier behoort tot het geslacht Cybaeus. De wetenschappelijke naam van de soort werd voor het eerst geldig gepubliceerd in 2008 door Joo-Pil Kim & Joo-Pil Kim.